# Elena Quiroga
Elena Quiroga de Abarca (Santander, 26 d'octubre de 1921 – La Corunya, 3 d'octubre de 1995) fou una escriptora espanyola.

## Biografia
Encara que va néixer el 1921 a Santander, es va criar al pazo de Villoria (Ourense) que posseïen els seus pares, els Comtes de San Martín de Quiroga. Més tard va viure a la casa del seu oncle Estanislao Abarca, un mecenes que va reunir un grup d'artistes del que també eren assidus Miguel de Unamuno i Federico García Lorca, entre d'altres. Va passar una llarga estada a La Corunya i el 1949 va escriure la seva primera obra, La soledad sonora, en la qual explica la història d'una dona des de la seva adolescència fins a la maduresa.
El 1950, un any després de la seva primera publicació, es va casar amb Dalmiro de la Válgoma y Díaz-Varela, futur secretari perpetu de la Reial Acadèmia de la Història. El mateix any va guanyar el Premi Nadal de novel·la amb Viento del Norte. En aquesta obra narra les relacions entre una jove serventa i el seu senyor ancià. A partir del seu matrimoni es va instal·lar a Madrid, on aviat va accedir als ambients literaris i culturals de la capital. Se la considera membre destacat de la Generació del 50 juntament amb Ignacio Aldecoa, Carmen Martín Gaite, Ana María Matute, Rafael Sánchez Ferlosio i Juan García Hortelano.
Gairebé tota la seva obra està impregnada de l'ambient gallec, seguint l'estil de la narrativa de Emilia Pardo Bazán. L'any 1961 va guanyar el Premi de la Crítica de narrativa castellana per la novela Tristura (1960). Va escriure deu novel·les en catorze anys, la majoria de les quals a la dècada dels cinquanta i dels seixanta i el 1983 va ser escollida membre de la Reial Acadèmia Espanyola, sent la tercera dona després de María Isidra de Guzmán i de la poetessa Carmen Conde.
Els seus últims anys els va viure a cavall entre el pazo de San Nigrán (Pontevedra) i Madrid on no solia faltar a les reunions de l'Acadèmia. El 31 d'agost de 1995 va sofrir una caiguda en la seva residència del pazo i es va fracturar el maluc. La mort li va sobrevenir el 3 d'octubre d'aquest mateix any i les seves restes van ser traslladades a Villafranca del Bierzo, on va ser enterrada en el mateix panteó que el seu espòs.

## Obres
- La soledad sonora (1949)
- Viento del norte (1950)
- La sangre (1952)
- Algo pasa en la calle (1954)
- La careta (1955)
- La enferma (1955)
- Plácida, la joven y otras narraciones (1956)
- La última corrida (1958)
- Tristura (1960)
- Envío a Faramello (1963)
- Escribo tu nombre (1965)
- Presente profundo (1973)